# Кшижановиці (Малопольське воєводство)
Кшижановиці (пол. Krzyżanowice) — село в Польщі, у гміні Бохня Бохенського повіту Малопольського воєводства.
Населення — 114 осіб (2011).
У 1975-1998 роках село належало до Тарновського воєводства.

## Демографія
Демографічна структура станом на 31 березня 2011 року:
|          | Загалом | Допрацездатний вік | Працездатний вік | Постпрацездатний вік |
| -------- | ------- | ------------------ | ---------------- | -------------------- |
| Чоловіки | 56      | 12                 | 35               | 9                    |
| Жінки    | 58      | 8                  | 36               | 14                   |
| Разом    | 114     | 20                 | 71               | 23                   |